# Sergej Vaht
Sergej Vaht (25 febbraio 1979) è uno schermidore estone, specializzato nella spada. Ha vinto una medaglia d'argento ai Campionati mondiali di scherma.